# Таунсенд Колман
Таунсенд Колман (на английски: Townsend Coleman) е американски озвучаващ актьор. Известен е с ролите си на Микеланджело в „Костенурките нинджа“ от 1987 г. и Кърлежа в едноименния сериал от 1994 г.
Роден е през 1954 г. в Ню Йорк, но прекарва детството си в Денвър, Колорадо и Кливланд, Охайо. През 70-те и началото на 80-те години на 20. век работи като диджей в Кливланд, а после се премества в Лос Анджелис, за да преследва актьорска кариера.